# Jengish Chokusu
El pic Jengish Chokusu (també conegut pel seu nom en rus, Pobeda) és el punt culminant de les muntanyes Tian Shan, a 7.439 metres sobre el nivell del mar. Es troba a la frontera entre la Xina i el Kirguizstan, i és el punt més alt d'aquest darrer i el segon més alt de l'antiga Unió Soviètica.

## Noms
Rebé el nom de Пик победы (Pik Pobedy) ('pic Victòria' en rus) en honor de la victòria soviètica en la Gran Guerra patriòtica després de la seva primera ascensió el 1956 per l'alpinista Vitali Abalàkov. Amb la dissolució de la Unió Soviètica i la independència del Kirguizstan, el pic conservà el seu nom, però traduït al kirguís: Жеңиш чокусу, transliterat Jengish Choqusu. El nom uigur per a la muntanya és Tömür, i el nom xinès Tuōmù'ěr Fēng.